# Omezený prostor
Omezený prostor (angl. Restricted Area) je část vzdušného prostoru, která slouží ochraně letadel.
Vertikální i horizontální hranice mohou být různé. Omezené prostory (v ČR označené LKR+pořadové číslo) se zřizují například jako prostory pro lety v mracích, kdy pilot si nemůže zajistit rozestup od jiného provozu a musí být nějakým způsobem chráněn.
Zakázaným prostorem je možné v době jeho aktivace (obsazení) proletět s povolením stanoviště ŘLP, které za daný prostor zodpovídá.
V podstatě je omezený prostor civilní obdobou TRA.